# Peerage van het Verenigd Koninkrijk
Deze lijst bevat de peerage van het Verenigd Koninkrijk die werden aangesteld door de koningen en koninginnen van het Verenigd Koninkrijk sinds 1801, na de Act of Union.
De hiërarchie in het Verenigd Koninkrijk kent de titels hertog (duke), markies, (marquess), graaf (earl), burggraaf (viscount) en baron (baron).

## Hertogen
1. De hertog van Wellington 

Heraldische representatie van een Britse Hertogenkroon.

  - Arthur Wellesley, 8ste hertog van Wellington
2. De hertog van Sutherland 
  - Francis Egerton, 7de hertog van Sutherland
3. De hertog van Westminster 
  - Gerald Grosvenor, 6de hertog van Westminster
4. De hertog van Fife 
  - James Carnegie, 3de hertog van Fife
5. De hertog van Gloucester 
  - Prins Richard, 2de hertog van Gloucester2
6. De hertog van Kent 
  - Prins Edward, 2de hertog van Kent2
7. De hertog van York 
  - Prins Andrew, 1ste hertog van York2
8. De hertog van Cambridge 
  - Prins Wiliam, 1ste hertog van Cambridge2
9. De hertog van Sussex 
  - Prins Harry, 1ste hertog van Sussex2
10. De hertog van Edinburgh
  - Prins Edward, hertog van Edinburgh2

2Leden van het Koninklijke huis.

## Markiezen
1. De markies van Exeter 

Heraldische representatie van een Britse Markiezenkroon.

  - Michael Cecil, 8ste markies van Exeter
2. De markies van Northampton 
  - Spencer Compton, 7de markies van Northampton
3. De markies van Camden  
  - David Pratt, 6de markies van Camden
4. De markies van Anglesey 
  - Charles Paget, 8ste markies van Anglesey
5. De markies van Cholmondeley (heeft een hogere positie als Lord Great Chamberlain)  
  - David Cholmondeley, 7de markies van Cholmondeley

Marquess of Londonderry (Ireland)
Marquess Conyngham (Ireland)
6. De markies van Ailesbury 
  - Michael Brudenell-Bruce, 8ste markies van Ailesbury
7. De markies van Bristol  
  - Frederick Hervey, 8ste markies van Bristol
8. De markies van Ailsa  
  - Archibald Kennedy, 8ste markies van Ailsa
9. De markies van Normanby  
  - Constantine Phipps, 5de markies van Normanby
10. De markies van Abergavenny  
  - Christopher Nevill, 6de markies van Abergavenny
11. De markies van Zetland  
  - Mark Dundas, 4de markies van Zetland
12. De arkies van Linlithgow  
  - Adrian Hope, 4de markies van Linlithgow
13. De markies van Aberdeen and Temair  
  - Alexander Gordon, 7de markies van Aberdeen and Temair
14. De markies van Milford Haven 
  - George Mountbatten, 4de markies van Milford Haven
15. De markies van Reading 
  - Simon Rufus Isaacs, 4de markies van Reading

## Graven
1. De graaf van Rosslyn 

Heraldische voorstelling van een Britse Gravenkroon

  - Peter St Clair-Erskine, 7de graaf van Rosslyn
2. De graaf van Craven  
  - Benjamin Craven, 9de graaf van Craven
3. De graaf van Onslow  
  - Rupert Onslow, 8ste graaf van Onslow
4. De graaf van Romney  
  - Julian Marsham, 8ste graaf van Romney
5. De graaf van Chichester  
  - John Pelham, 9de graaf van Chichester
6. De graaf van Wilton    
  - Francis Grosvenor, 8ste graaf van Wilton

De graaf van Limerick (Ierland)
De graaf van Clancarty (Ierland)
7. De graaf van Powis  
  - John Herbert, 8ste graaf van Powis
8. De graaf van Nelson  
  - Simon Nelson, 10de graaf van Nelson

De graaf van Gosford (Ierland)
De graaf van Rosse (Ierland)
De graaf van Normanton (Ierland)
9. De graaf van Grey 
  - Philip Grey, 7de graaf van Grey
10. De graaf van Lonsdale  
  - Hugh Lowther, 8ste graaf van Lonsdale
11. De graaf van Harrowby 
  - Conroy Ryder, 8ste graaf van Harrowby
12. De graaf van Harewood  
  - David Lascelles, 8ste graaf van Harewood
13. De graaf van Minto 
  - Timothy Elliot-Murray-Kynynmound, 7de graaf van Minto
14. De graaf van Cathcart  
  - Charles Cathcart, 7de graaf van Cathcart
15. De graaf van Verulam 
  - John Grimston, 7de graaf van Verulam
16. De graaf van Saint Germans  
  - Peregrine Eliot, 10de graaf van Saint Germans
17. De graaf van Morley  
  - John Parker, 6de graaf van Morley
18. De Graaf van Bradford  
  - Richard Bridgeman, 7de Graaf van Bradford
19. De graaf van Eldon  
  - John Scott, 5de graaf van Eldon
20. De graaf van Howe  
  - Frederick Curzon, 7de graaf van Howe
21. De graaf van Stradbroke  
  - Keith Rous, 6de graaf van Stradbroke
22. De graaf van Temple of Stowe  
  - James Temple-Gore-Langton, 9de graaf van Temple of Stowe

De graaf van Kilmorey (Ierland)
De graaf van Listowel (Ierland)
De graaf van Norbury (Ierland)
23. De graaf van Cawdor 
  - Colin Campbell, 7de graaf van Cawdor

De graaf van Ranfurly (Ierland)
24. De graaf van Lichfield 
  - Thomas Anson, 6de graaf van Lichfield
25. De graaf van Durham  
  - Edward Lambton, 7de graaf van Durham
26. De graaf van Granville  
  - Fergus Leveson-Gower, 6de graaf van Granville
27. De graaf van Effingham 
  - David Howard, 7de graaf van Effingham
28. De graaf van Ducie 
  - David Moreton, 7de graaf van Ducie
29. De graaf van Yarborough 
  - Charles John Pelham, 8ste graaf van Yarborough
30. De graaf van Leicester  
  - Edward Coke, 7de graaf van Leicester
31. De graaf van Lovelace   
  - Peter King, 5de graaf van Lovelace
32. De graaf van Gainsborough   
  - Anthony Noel, 6de graaf van Gainsborough
33. De graaf van Strafford   
  - Thomas Byng, 8ste graaf van Strafford
34. De graaf van Cottenham   
  - Mark Pepys, 9de graaf van Cottenham
35. De graaf van Cowley  
  - Garret Wellesley, 7de graaf van Cowley
36. De graaf van Dudley  
  - David Ward, 5de graaf van Dudley
37. De graaf van Russell   
  - Nicholas Russell, 6de  graaf van Russell
38. De graaf van Cromartie 
  - John Mackenzie, 5de graaf van Cromartie
39. De graaf van Kimberley 
  - John Wodehouse, 5de graaf van Kimberley
40. De graaf van Wharncliffe   
  - Richard Montagu-Stuart-Wortley, 5de graaf van Wharncliffe
41. De graaf van Cairns   
  - Simon Cairns, 6de graaf van Cairns
42. De graaf van Lytton
  - John Lytton, 5de graaf van Lytton
43. De graaf van Selborne   
  - John Palmer, 4de graaf van Selborne
44. De graaf van Iddesleigh   
  - John Northcote, 5de graaf van Iddesleigh
45. De graaf van Cranbrook   
  - Gathorne Gathorne-Hardy, 5de graaf van Cranbrook
46. De graaf van Cromer   
  - Evelyn Baring, 4de graaf van Cromer
47. De graaf van Plymouth   
  - Ivor Windsor-Clive, 3de graaf van Plymouth
48. De graaf van Liverpool  
  - Edward Foljambe, 5de graaf van Liverpool
49. De graaf van Saint Aldwyn   
  - Michael Hicks Beach, 3de graaf van Saint Aldwyn
50. De graaf van Beatty   
  - David Beatty, 3de graaf van Beatty
51. De graaf van Haig 
  - Alexander Haig, 3de graaf van Haig
52. De graaf van Iveagh   
  - Edward Guinness, 4de graaf van Iveagh
53. De graaf van Balfour   
  - Roderick Balfour, 5de graaf van Balfour
54. De graaf van Oxford en Asquith   
  - Raymond Asquith, 3de graaf van Oxford en Asquith
55. De graaf van Jellicoe   
  - Patrick Jellicoe, 3de graaf van Jellicoe
56. De graaf van Inchcape   
  - Peter Mackay, 4de graaf van Inchcape
57. De graaf van Peel 
  - William Peel, 3de graaf van Peel
58. De graaf van Baldwin of Bewdley  
  - Edward Baldwin, 4de graaf van Baldwin of Bewdley
59. De graaf van Halifax  
  - Charles Wood, 3de graaf van Halifax
60. De graaf van Gowrie  
  - Grey Ruthven, 2de graaf van Gowrie
61. De graaf van Lloyd George of Dwyfor
  - David Lloyd George, 4de graaf van Lloyd George of Dwyfor
62. De graaf van Mountbatten of Burma
  - Patricia Knatchbull, 2de gravin van Mountbatten of Burma
63. De graaf Alexander of Tunis 
  - Shane Alexander, 2de graaf Alexander of Tunis
64. De graaf van Swinton  
  - Nicholas Cunliffe-Lister, 3de graaf van Swinton
65. De graaf van Attlee  
  - John Attlee, 3de graaf van Attlee
66. De graaf van Woolton 
  - Simon Marquis, 3de graaf van Woolton
67. De graaf van Snowdon 
  - Antony Armstrong-Jones, 1ste graaf van Snowdon
68. De graaf van Stockton 
  - Alexander Macmillan, 2de graaf van Stockton
69. De graaf van Wessex 
  - Prins Edward, 1ste graaf van Wessex

## Burggraven
1. De burggraaf van St Vincent 

Heraldische voorstelling van deen Britse Burggravenkroon

  - Edward Jervis, 8ste burggraaf van St Vincent
2. De burggraaf van Melville 
  - Robert Dundas, 10de burggraaf van Melville
3. De burggraaf van Sidmouth 
  - Jeremy Addington, 8ste burggraaf van Sidmouth

De burggraaf van Gort (Ierland)
4. De Burggraaf van Exmouth 
  - Paul Pellew, 10de burggraaf van Exmouth
5. De burggraaf van Combermere 
  - Thomas Stapleton-Cotton, 6de burggraaf van Combermere
6. De burggraaf van Hill 
  - David Clegg-Hill, 9de burggraaf van Hill
7. De burggraaf van Hardinge 
  - Andrew Hardinge, 7de burggraaf van Hardinge
8. De burggraaf van Gough 
  - Shane Gough, 5de burggraaf van Gough
9. De burggraaf van Bridport 
  - Alexander Hood, 4de burggraaf van Bridport
10. De burggraaf van Portman 
  - Christopher Portman, 10de burggraaf van Portman
11. De burggraaf van Hampden 
  - Francis Brand, 7de burggraaf van Hampden
12. De burggraaf van Hambleden 
  - Henry Smith, 5de burggraaf van Hambleden
13. De burggraaf van Knutsford 
  - Michael Holland-Hibbert, 6de burggraaf van Knutsford
14. De burggraaf van Esher 
  - Christopher Brett, 5de burggraaf van Esher
15. De burggraaf van Goschen 
  - Giles Goschen, 4de burggraaf van Goschen
16. De burggraaf van Ridley 
  - Matt Ridley, 5de burggraaf van Ridley
17. De burggraaf van Colville of Culross 
  - Charles Colville, 5de burggraaf van Colville of Culross
18. De burggraaf van Churchill 
  - Victor Spencer, 3de burggraaf van Churchill
19. De burggraaf van Selby 
  - Christopher Gully, 6de Burggraaf van Selby
20. De Burggraaf van Knollys 
  - David Knollys, 3de Burggraaf van Knollys
21. De Burggraaf van Allendale 
  - Wentworth Beaumont, 4de Burggraaf van Allendale
22. De Burggraaf van Chilston 
  - Alastair Akers-Douglas, 4de Burggraaf van Chilston
23. De Burggraaf van Scarsdale 
  - Peter Curzon, 4de Burggraaf van Scarsdale
24. De Burggraaf van Mersey 
  - Edward Bigham, 5de Burggraaf van Mersey
25. De Burggraaf van Cowdray 
  - Michael Pearson, 4de burggraaf van Cowdray
26. De burggraaf van Devonport 
  - Terence Kearley, 3de burggraaf van Devonport
27. De burggraaf van Astor 
  - William Astor, 4de burggraaf van Astor
28. De burggraaf van Wimborne 
  - Ivor Guest, 4de burggraaf van Wimborne
29. De burggraaf van St Davids
  - Rhodri Philipps, 4de burggraaf van St Davids
30. De burggraaf van Rothermere 
  - Jonathan Harmsworth, 4de burggraaf van Rothermere
31. De burggraaf van Allenby 
  - Michael Allenby, 3de burggraaf van Allenby
32. De burggraaf van Chelmsford 
  - Frederic Thesiger, 4de burggraaf van Chelmsford
33. De burggraaf van Long 
  - Richard Long, 4de burggraaf van Long
34. De burggraaf van Ullswater 
  - Nicholas Lowther, 2de burggraaf van Ullswater
35. De burggraaf van Younger of Leckie 
  - James Younger, 5de burggraaf van Younger of Leckie
36. De burggraaf van Bearsted 
  - Nicholas Samuel, 5de burggraaf van Bearsted
37. De burggraaf van Craigavon 
  - Janric Craig, 3de burggraaf van Craigavon
38. De burggraaf van Bridgeman 
  - Robin Bridgeman, 3de burggraaf van Bridgeman
39. De burggraaf van Hailsham 
  - Douglas Hogg, 3de burggraaf van Hailsham
40. De burggraaf van Brentford 
  - Crispin Joynson-Hicks, 4de burggraaf van Brentford
41. De burggraaf van Buckmaster 
  - Adrian Buckmaster, 4de burggraaf van Buckmaster
42. De burggraaf van Bledisloe 
  - Rupert Bathurst, 4de burggraaf van Bledisloe
43. De burggraaf van Hanworth 
  - David Pollock, 3de burggraaf van Hanworth
44. De burggraaf van Trenchard 
  - Hugh Trenchard, 3de burggraaf van Trenchard
45. De burggraaf van Samuel 
  - David Samuel, 3de burggraaf van Samuel
46. De burggraaf van Runciman of Doxford 
  - Garry Runciman, 3de burggraaf van Runciman of Doxford
47. De burggraaf van Davidson 
  - Malcolm Davidson, 3de burggraaf van Davidson
48. De burggraaf van Weir 
  - William Weir, 3de burggraaf van Weir
49. De burggraaf van Caldecote 
  - Piers Inskip, 3de burggraaf van Caldecote
50. De burggraaf van Simon 
  - David Simon, 3de burggraaf van Simon
51. De burggraaf van Camrose 
  - Adrian Berry, 4de burggraaf van Camrose
52. De burggraaf van Stansgate
  - Stephen Benn, 3de burggraaf van Stansgate
53. De burggraaf van Margesson 
  - Francis Margesson, 2de burggraaf van Margesson
54. De burggraaf van Daventry 
  - James FitzRoy Newdegate, 4de burggraaf van Daventry
55. De burggraaf van Addison 
  - William Addison, 4de burggraaf van Addison
56. De burggraaf van Kemsley 
  - Richard Berry, 3de burggraaf van Kemsley
57. De burggraaf van Marchwood
  - David Penny, 3de burggraaf van Marchwood
58. De burggraaf van Alanbrooke 
  - Alan Brooke, 3rde burggraaf van Alanbrooke
59. De burggraaf van Montgomery of Alamein
  - David Montgomery, 2de burggraaf van Montgomery of Alamein
60. De burggraaf van Waverley 
  - John Anderson, 3de burggraaf van Waverley
61. De burggraaf van Thurso 
  - John Sinclair, 3de burggraaf van Thurso
62. De burggraaf van Brookeborough 
  - Alan Brooke, 3de burggraaf van Brookeborough
63. De burggraaf van Norwich 
  - John Julius Norwich, 2de burggraaf van Norwich
64. De burggraaf van Leathers 
  - Christopher Leathers, 3de burggraaf van Leathers
65. De burggraaf van Soulbury 
  - Oliver Ramsbotham, 4de burggraaf van Soulbury
66. De burggraaf van Chandos 
  - Thomas Lyttelton, 3de burggraaf van Chandos
67. De burggraaf van Malvern 
  - Ashley Huggins, 3de burggraaf van Malvern
68. De burggraaf van De L'Isle 
  - Philip Sidney, 2de burggraaf van De L'Isle
69. De burggraaf van Monckton of Brenchley 
  - Christopher Monckton, 3de burggraaf van Monckton of Brenchley
70. De burggraaf van Tenby 
  - William Lloyd George, 3de burggraaf van Tenby
71. De burggraaf van Mackintosh of Halifax 
  - John Mackintosh, 3de burggraaf van Mackintosh of Halifax
72. De burggraaf van Dunrossil 
  - Andrew Morrison, 3de burggraaf van Dunrossil
73. De burggraaf van Stuart of Findhorn 
  - Dominic Stuart, 3de burggraaf van Stuart of Findhorn
74. De burggraaf van Rochdale 
  - St John Kemp, 2de burggraaf van Rochdale
75. De burggraaf van Slim 
  - John Slim, 2de burggraaf van Slim
76. De burggraaf van Head 
  - Richard Head, 2de burggraaf van Head
77. De burggraaf van Boyd of Merton 
  - Simon Lennox-Boyd, 2de burggraaf van Boyd of Merton
78. De burggraaf van Mills 
  - Christopher Mills, 3de burggraaf van Mills
79. De burggraaf van Blakenham
  - Michael Hare, 2de burggraaf van Blakenham
80. De burggraaf van Eccles 
  - John Eccles, 2de burggraaf van Eccles
81. De burggraaf van Dilhorne 
  - John Manningham-Buller, 2de burggraaf van Dilhorne

## Baronnen
1. De baron van Ellenborough 

Heraldische weergave van een Britse baronnenkroon

  - Rupert Law, 9de Baron van Ellenborough

De baron van Rendlesham (Ierland)
2. De baron van Manners 
  - John Manners, 6de baron van Manners

De baron van Castlemaine (Ierland)
De baron van Decies (Ierland)
3. De baron van Harris 
  - Anthony Harris, 8ste Baron van Harris

De baron van Garvagh (Ierland)
4. De baron van Ravensworth
  - Thomas Liddell, 9de baron van Ravensworde
5. De baron van Delamere 
  - Hugh Cholmondeley, 5de baron van Delamere
6. De baron van Forester 
  - Charles Weld-Forester, 9de baron van Forester
7. De baron van Rayleigh 
  - John Strutt, 6de baron van Rayleigh
8. De baron van Gifford 
  - Andeony Gifford, 6de baron van Gifford
9. De baron van Feversham 
  - Jasper Duncombe, 7de baron van Feversham
10. De baron van Seaford 
  - Colin Ellis, 6de baron van Seaford
11. De baron van Plunket 
  - Tyrone Plunket, 9de baron van Plunket
12. De baron van Heytesbury 
  - James à Court, 7de baron van Heytesbury
13. De baron van Skelmersdale 
  - Roger Bootle-Wilbraham, 7de baron van Skelmersdale
14. De baron van Wynford 
  - John Best, 9de baron van Wynford

De baron van Talbot of Malahide (Ierland)
15. De baron van Kilmarnock 
  - Robin Boyd, 8ste baron van Kilmarnock
16. De baron van Poltimore 
  - Mark Bampfylde, 7de baron van Poltimore
17. De baron van Mostyn 
  - Gregory Mostyn, 7de baron van Mostyn
18. De baron van de Saumarez 
  - Eric Saumarez, 7de baron van de Saumarez
19. De baron van Denman 
  - Richard Denman, 6de baron van Denman

De baron van Carew (Ierland)
20. De baron van Abinger  
  - James Scarlett, 9de baron van Abinger
21. De baron van Ashburton 
  - John Baring, 7de baron van Ashburton
22. De baron van Hatherton
  - Edward Littleton, 8ste baron van Hatherton
23. De baron van Stratheden and Campbell 
  - David Campbell, 7de baron van Stratheden and Campbell

De baron van Oranmore and Browne (Ierland)
24. De baron van de Mauley 
  - Rupert Ponsonby, 7de baron van de Mauley
25. De baron van Wrottesley 
  - Clifton Wrottesley, 6de baron van Wrottesley
26. De baron van Sudeley 
  - Merlin Hanbury-Tracy, 7de baron van Sudeley
27. De baron van Methuen 
  - Robert Methuen, 7de baron van Methuen
28. De baron van Leigh 
  - Christopher Leigh, 6de baron van Leigh
29. De baron van Monteagle of Brandon 
  - Gerald Spring Rice, 6de baron van Monteagle of Brandon
30. De baron van Congleton 
  - Christopher Parnell, 8ste baron van Congleton
31. De baron van Vivian 
  - Charles Vivian, 7de baron van Vivian

De baron van Bellew (Ierland)
32. De baron van Londesborough 
  - Richard Denison, 9de baron van Londesborough
33. De baron van de Freyne 
  - Charles French, 8ste baron van de Freyne
34. De baron van Raglan 
  - Geoffrey Somerset, 6de baron van Raglan
35. De baron van Belper 
  - Richard Strutt, 5de baron van Belper

De baron van Fermoy (Ierland)
36. De baron van Chesham 
  - Charles Cavendish, 7de baron van Chesham
37. De baron van Churston 
  - John Yarde-Buller, 5de baron van Churston
38. De baron van Leconfield en Egremont  
  - Max Wyndham, 2de baron van Egremont en 7de baron van Leconfield
39. De baron van Lyveden 
  - Jack Vernon, 7de baron van Lyveden
40. De baron van Brougham and Vaux 
  - Michael Brougham, 5de baron van Brougham and Vaux
41. De baron van Westbury 
  - Richard Bethell, 6de baron van Westbury
42. De baron van Annaly 
  - Luke White, 6de baron van Annaly
43. De baron van Northbrook 
  - Francis Baring, 6de baron van Northbrook
44. De baron van Hylton 
  - Raymond Jolliffe, 5de baron van Hylton
45. De baron van Penrhyn 
  - Simon Douglas-Pennant, 7de baron van Penrhyn
46. De baron van O'Neill 
  - Raymond Chichester, 4de baron van O'Neill
47. De baron van Napier of Magdala 
  - Robert Napier, 6de baron van Napier of Magdala

De baron van Radedonnell (Ierland)
48. De baron van Lawrence 
  - David Lawrence, 5de baron van Lawrence
49. De baron van Acton 
  - John Lyon-Dalberg-Acton, 5de baron van Acton
50. De baron van Wolverton 
  - Miles Glyn, 8ste baron van Wolverton
51. De baron van O'Hagan 
  - Charles Strachey, 4de baron van O'Hagan
52. De baron van Sandhurst 
  - Guy Mansfield, 6de baron van Sandhurst
53. De baron van Aberdare 
  - Alastair Bruce, 5de baron van Aberdare
54. De baron van Moncreiff 
  - Rhoderick Moncreiff, 6de baron van Moncreiff
55. De baron van Coleridge 
  - William Coleridge, 5de baron van Coleridge
56. De baron van Cottesloe 
  - John Fremantle, 5de baron van Cottesloe
57. De baron van Hampton 
  - John Pakington, 7de baron van Hampton
58. De baron van Harlech 
  - Francis Ormsby-Gore, 6de baron van Harlech
59. De baron van Tollemache 
  - Timothy Tollemache, 5de baron van Tollemache
60. De baron van Gerard 
  - Anthony Gerard, 5de baron van Gerard
61. De baron van Sackville 
  - Robert Sackville-West, 7de baron van Sackville
62. De baron van Norton 
  - James Adderley, 8ste baron van Norton
63. De baron van Trevor 
  - Marke Hill-Trevor, 5de baron van Trevor
64. De baron van Brabourne 
  - Norton Knatchbull, 8ste baron van Brabourne
65. De baron van Ampthill 
  - David Russell, 5de baron van Ampthill
66. De baron van Derwent
  - Robin Vanden-Bempdé-Johnstone, 5de baron van Derwent
67. De baron van Hothfield 
  - Andeony Tufton, 6de baron van Hothfield
68. De baron van Tennyson 
  - David Tennyson, 6de baron van Tennyson
69. De baron van Strathspey 
  - James Grant of Grant, 6de baron van Strathspey
70. De baron van Monk Bretton 
  - John Dodson, 3de baron van Monk Bretton
71. De baron van Northbourne 
  - Christopher James, 5de baron van Northbourne
72. De baron van Rothschild 
  - Jacob Rothschild, 4de baron van Rothschild
73. De baron van Revelstoke 
  - Alexander Baring, 7de baron van Revelstoke
74. De baron van Monkswell 
  - Gerard Collier, 5de baron van Monkswell
75. De baron van Ashbourne 
  - Edward Gibson, 4de baron van Ashbourne
76. De baron van St Oswald 
  - Charles Winn, 6de baron van St Oswald
77. De baron van Montagu of Beaulieu 
  - Edward Douglas-Scott-Montagu, 3de baron van Montagu of Beaulieu
78. De baron van Hindlip 
  - Charles Allsopp, 6de baron van Hindlip
79. De baron van Grimthorpe 
  - Edward Beckett, 5de baron van Grimthorpe
80. De baron van Hamilton of Dalzell 
  - Gavin Hamilton, 5de baron van Hamilton of Dalzell
81. De baron van St Levan 
  - James St Aubyn, 5de baron van St Levan
82. De baron van Basing 
  - Stuart Sclater-Booth, 6de baron van Basing
83. De baron van de Ramsey 
  - John Ailwyn Fellowes, 4de baron van de Ramsey
84. De baron van Addington 
  - Dominic Hubbard, 6de baron van Addington
85. De baron van Savile 
  - John Lumley-Savile, 4de baron van Savile
86. De baron van Ashcombe 
  - Henry Cubitt, 4de baron van Ashcombe
87. De baron van Crawshaw 
  - David Brooks, 5de baron van Crawshaw
88. De baron van Amherst of Hackney 
  - Hugh Cecil, 5de baron van Amherst of Hackney
89. De baron van Newton 
  - Richard Legh, 5de baron van Newton
90. De baron van Dunleath 
  - Brian Mulholland, 6de baron van Dunleath
91. De baron van Swansea 
  - Richard Vivian, 5de baron van Swansea
92. De baron van Aldenham
  - Vicary Gibbs, 6de baron van Aldenham en 4de baron van Hunsdon
93. De baron van Holmpatrick 
  - Hans Hamilton, 4de baron van Holmpatrick
94. De baron van Burton 
  - Evan Baillie, 4de baron van Burton
95. De baron van Glanusk 
  - Christopher Bailey, 5de baron van Glanusk
96. De baron van Cranworth 
  - Philip Gurdon, 3de baron van Cranworth
97. De baron van Avebury 
  - Eric Lubbock, 4de baron van Avebury
98. De baron van Killanin 
  - Redmond Morris, 4de baron van Killanin
99. De baron van Strathcona and Mount Royal 
  - Euan Howard, 4de baron van Strathcona and Mount Royal
100. De baron van Kinross 
  - Christopher Balfour, 5de baron van Kinross
101. De baron van Shuttleworth 
  - Charles Kay-Shuttleworth, 5de baron van Shuttleworth
102. De baron van Grenfell 
  - Julian Grenfell, 3de baron van Grenfell
103. De baron van Redesdale 
  - Rupert Mitford, 6de baron van Redesdale
104. De baron van Burnham 
  - Henry Lawson, 7de baron van Burnham
105. De baron van Biddulph 
  - Andeony Biddulph, 5de baron van Biddulph
106. De baron van Ritchie of Dundee 
  - Charles Ritchie, 6de baron van Ritchie of Dundee
107. De baron van Hemphill 
  - Charles Martyn-Hemphill, 6de baron van Hemphill
108. De baron van Joicey 
  - James Joicey, 5de baron van Joicey
109. De baron van Nunburnholme 
  - Stephen Wilson, 6de baron van Nunburnholme
110. De baron van Swaythling 
  - Charles Montagu, 5de baron van Swaythling
111. De baron van Blyth 
  - James Blyth, 5de baron van Blyth
112. De baron van Marchamley 
  - William Whiteley, 4de baron van Marchamley
113. De baron van Gorell 
  - John Barnes, 5de baron van Gorell
114. De baron van Fisher 
  - Patrick Fisher, 4de baron van Fisher of Kilverstone
115. De baron van Kilbracken 
  - Christopher Godley, 4de baron van Kilbracken
116. De baron van Hardinge of Penshurst 
  - Julian Hardinge, 4de baron van Hardinge of Penshurst
117. De baron van de Villiers 
  - Alexander de Villiers, 4de baron van de Villiers
118. De baron van Glenconner 
  - Cody Tennant, 4de baron van Glenconner
119. De baron van Aberconway 
  - Henry McLaren, 4de baron van Aberconway
120. De baron van Merthyr 
  - Trevor Lewis, 4de baron van Merthyr
121. De baron van Rowallan 
  - John Corbett, 4de baron van Rowallan
122. De baron van Ashton of Hyde 
  - Thomas Ashton, 4de baron van Ashton of Hyde
123. De baron van Ravensdale 
  - Nicholas Mosley, 3de baron van Ravensdale
124. De baron van Hollenden 
  - Ian Hope-Morley, 4de baron van Hollenden
125. De baron van Parmoor 
  - Michael Cripps, 5de baron van Parmoor
126. De baron van Lyell 
  - Charles Lyell, 3de baron van Lyell
127. De baron van Cunliffe 
  - Roger Cunliffe, 3de baron van Cunliffe
128. De baron van Wrenbury 
  - John Buckley, 3de baron van Wrenbury
129. De baron van Faringdon 
  - Charles Henderson, 3de baron van Faringdon
130. De baron van Shaughnessy 
  - Charles Shaugnessy, 5de baron van Shaugnessy
131. De baron van Rathcreedan 
  - Christopher Norton, 3de baron van Rathcreedan
132. De baron van Somerleyton 
  - Hugh Crossley, 4de baron van Somerleyton
133. De baron van Carnock 
  - Adam Nicolson, 5de baron van Carnock
134. De baron van Beaverbrook 
  - Maxwell Aitken, 3de baron van Beaverbrook
135. De baron van Gainford 
  - George Pease, 4de baron van Gainford
136. De baron van Forteviot 
  - John Dewar, 4de baron van Forteviot
137. De baron van Colwyn 
  - Ian Hamilton-Smith, 3de baron van Colwyn
138. De baron van Gisborough 
  - Richard Chaloner, 3de baron van Gisborough
139. De baron van Morris 
  - Deomas Morris, 4de baron van Morris
140. De baron van Cawley 
  - John Cawley, 4de baron van Cawley
141. De baron van Terrington 
  - Christopher Woodhouse, 6de baron van Terrington
142. De baron van Glenarthur
  - Simon Arthur, 4de baron van Glenarthur
143. De baron van Phillimore 
  - Francis Phillimore, 5de baron van Phillimore
144. De baron van Inverforth 
  - Andrew Weir, 4de baron van Inverforth
145. De baron van Sinha 
  - Arup Sinha, 6de baron van Sinha
146. De baron van Cochrane of Cults 
  - Ralph Cochrane, 4de baron van Cochrane of Cults
147. De baron van Clwyd 
  - John Roberts, 4de baron van Clwyd
148. De baron van Russell of Liverpool 
  - Simon Russell, 3de baron van Russell of Liverpool
149. De baron van Swinfen 
  - Roger Swinfen Eady, 3de baron van Swinfen
150. De baron van Meston 
  - James Meston, 3de baron van Meston
151. De baron van Cullen of Ashbourne 
  - Edmund Cokayne, 3de baron van Cullen of Ashbourne
152. De baron van Trevethin
  - Patrick Lawrence, 5de baron van Trevethin en 3de Baron van Oaksey
153. De baron van Glendyne 
  - John Nivison, 4de baron van Glendyne
154. De baron van Manton 
  - Miles Watson, 4de baron van Manton
155. De baron van Forres 
  - Alastair Williamson, 4de baron van Forres
156. De baron van Vestey 
  - Samuel Vestey, 3de baron van Vestey
157. De baron van Borwick 
  - James Borwick, 5de baron van Borwick
158. De baron van Maclay 
  - Joseph Maclay, 3de baron van Maclay
159. De baron van Bethell 
  - Nicholas Bethell, 5de baron van Bethell
160. De baron van Darling 
  - Robert Darling, 3de baron van Darling
161. De baron van Banbury 
  - Charles Banbury, 3de baron van Banbury of Southam
162. De baron van Merrivale 
  - Derek Duke, 4de baron van Merrivale
163. De baron van Bradbury 
  - John Bradbury, 3de baron van Bradbury
164. De baron van Greenway 
  - Ambrose Greenway, 4de baron van Greenway
165. De baron van Hayter 
  - George Chubb, 4de baron van Hayter
166. De baron van Cornwallis 
  - Fiennes Cornwallis, 4de baron van Cornwallis
167. De baron van Daresbury 
  - Peter Greenall, 4de baron van Daresbury
168. De baron van Wraxall 
  - Eustace Gibbs, 3de baron van Wraxall
169. De baron van Melchett 
  - Peter Mond, 4de baron van Melchett
170. De baron van Remnant 
  - James Remnant, 3de baron van Remnant
171. De baron van Moynihan 
  - Colin Moynihan, 4de baron van Moynihan
172. De baron van Craigmyle 
  - Thomas Shaw, 4de baron van Craigmyle
173. De baron van van  Dulverton 
  - Michael Hamilton Wills, 3de baron van Dulverton
174. De baron van Luke 
  - Ardeur Lawson Johnston, 3de baron van Luke
175. De baron van Alvingham 
  - Robert Yerburgh, 2de baron van Alvingham
176. De baron van Baden-Powell 
  - Robert Baden-Powell, 3de baron van Baden-Powell
177. De baron van Ponsonby of Shulbrede 
  - Frederick Ponsonby, 4de baron van Ponsonby of Shulbrede
178. De baron van Dickinson 
  - Richard Dickinson, 2de baron van Dickinson
179. De baron van Noel-Buxton 
  - Martin Noel-Buxton, 3de baron van Noel-Buxton
180. De baron van Howard of Penrith 
  - Philip Howard, 3de baron van Howard of Penrith
181. De baron van Rochester 
  - Foster Lamb, 2de baron van Rochester
182. De baron van Selsdon 
  - Malcolm Mitchell-Thomson, 3de baron van Selsdon
183. De baron van Moyne 
  - Jonathan Guinness, 3de baron van Moyne
184. De baron van Davies 
  - David Davies, 3de baron van Davies
185. De baron van Rankeillour 
  - Michael Hope, 5de baron van Rankeillour
186. De baron van Brocket 
  - Charles Nall-Cain, 3de baron van Brocket
187. De baron van Milne 
  - George Milne, 3de baron van Milne
188. De baron van Rennell 
  - James Rodd, 4de baron van Rennell
189. De baron van Mottistone 
  - Christopher Seely, 6de baron van Mottistone
190. De baron van Iliffe 
  - Robert Iliffe, 3de baron van Iliffe
191. De baron van Palmer 
  - Adrian Palmer, 4de baron van Palmer
192. De baron van Rockley 
  - Anthony Cecil, 4de baron van Rockley
193. De baron van Elton 
  - Rodney Elton, 2de baron van Elton
194. De baron van Wakehurst 
  - John Loder, 3de baron van Wakehurst
195. De baron van Hesketh 
  - Alexander Fermor-Hesketh, 3de baron van Hesketh
196. De baron van Tweedsmuir 
  - Toby Buchan, 4de baron van Tweedsmuir
197. De baron van Wigram 
  - George Wigram, 2de baron van Wigram
198. De baron van Riverdale 
  - Andeony Balfour, 3de baron van Riverdale
199. De baron van May 
  - Jasper May, 4de baron van May
200. De baron van Kennet 
  - William Young, 3de baron van Kennet
201. De baron van Strathcarron 
  - Ian Macpherson, 3de baron van Strathcarron
202. De baron van Catto 
  - Innes Catto, 3de baron van Catto
203. De baron van Wardington 
  - William Pease, 3de baron van Wardington
204. De baron van Windlesham 
  - James Hennessy, 4de baron van Windlesham
205. De baron van Mancroft 
  - Benjamin Mancroft, 3de baron van Mancroft
206. De baron van McGowan 
  - Harry McGowan, 4de baron van McGowan
207. De baron van Denham 
  - Bertram Bowyer, 2de baron van Denham
208. De baron van Rea 
  - Nicolas Rea, 3de baron van Rea
209. De baron van Cadman 
  - John Cadman, 3de baron van Cadman
210. De baron van Kenilworth 
  - John Siddeley, 4de baron van Kenilworth
211. De baron van Pender 
  - John Denison-Pender, 3de baron van Pender
212. De baron van Roborough 
  - Henry Lopes, 3de baron van Roborough
213. De baron van Birdwood 
  - Mark Birdwood, 3de baron van Birdwood
214. De baron van Brassey of Apethorpe 
  - David Brassey, 3de baron van Brassey of Apethorpe
215. De baron van Stamp 
  - Trevor Charles Bosworth Stamp, 4de baron van Stamp
216. De baron van Bicester 
  - Angus Smith, 3de baron van Bicester
217. De baron van Milford 
  - Guy Philipps, 4de baron van Milford
218. De baron van Hankey 
  - Donald Hankey, 3de baron van Hankey
219. De baron van Harmsworth 
  - Thomas Harmsworth, 3de Baron van Harmsworth
220. De baron van Rotherwick 
  - Robin Cayzer, 3de baron van Rotherwick
221. De baron van Glentoran 
  - Robin Dixon, 3de baron van Glentoran
222. De baron van Tryon 
  - Anthony Tryon, 3de baron van Tryon
223. De baron van Croft 
  - Bernard Page Croft, 3de baron van Croft
224. De baron van Teviot 
  - Charles Kerr, 2de baron van Teviot
225. De baron van Nathan 
  - Rupert Nathan, 3de baron van Nathan
226. De baron van Reith 
  - Christopher Reith, 2de baron van Reith
227. De baron van Kindersley 
  - Robert Kindersley, 3de baron van Kindersley
228. De baron van Ironside 
  - Edmund Ironside, 2de baron van Ironside
229. De baron van Latham 
  - Dominic Latham, 2de baron van Latham
230. De baron van Wedgwood 
  - Piers Wedgwood, 4de baron van Wedgwood
231. De baron van Geddes 
  - Euan Geddes, 3de baron van Geddes
232. De baron van Bruntisfield 
  - Michael Warrender, 3de baron van Bruntisfield
233. De baron van Brabazon of Tara 
  - Ivon Moore-Brabazon, 3de baron van Brabazon of Tara
234. De baron van Keyes 
  - Charles Keyes, 3de baron van Keyes
235. De baron van Hemingford 
  - Nicholas Herbert, 3de baron van Hemingford
236. De baron van Moran 
  - John Wilson, 2de baron van Moran
237. De baron van Killearn 
  - Victor Lampson, 3de baron van Killearn
238. De baron van Dowding 
  - Piers Dowding, 3de baron van Dowding
239. De baron van Gretton 
  - John Gretton, 4de baron van Gretton
240. De baron van Westwood 
  - William Westwood, 3de baron van Westwood
241. De baron van Hazlerigg 
  - Arthur Hazlerigg, 3de baron van Hazlerigg
242. De baron van Hacking 
  - David Hacking, 3de baron van Hacking
243. De baron van Chetwode 
  - Philip Chetwode, 2de baron van Chetwode
244. De baron van Sandford 
  - James Edmondson, 3de baron van Sandford
245. De baron van Altrincham 
  - Anthony Grigg, 3de baron van Altrincham
246. De baron van Broadbridge 
  - Martin Broadbridge, 4de baron van Broadbridge
247. De baron van Mountevans 
  - Broke Evans, 3de baron van Mountevans
248. De baron van Lindsay of Birker 
  - James Lindsay, 3de baron van Lindsay of Birker
249. De baron van Piercy 
  - James Piercy, 3de baron van Piercy
250. De baron van Chorley 
  - Roger Chorley, 2de baron van Chorley
251. De baron van Calverley 
  - Charles Muff, 3de baron van Calverley
252. De baron van Tedder 
  - Robin Tedder, 3de baron van Tedder
253. De baron van Colgrain 
  - Alastair Campbell, 4de baron van Colgrain
254. De baron van Darwen 
  - Paul Davies, 4de baron van Darwen
255. De baron van Lucas of Chilworth 
  - Simon Lucas, 3de baron van Lucas of Chilworth
256. De baron van Shepherd 
  - Graeme Shepherd, 3de baron van Shepherd
257. De baron van Newall 
  - Francis Newall, 2de baron van Newall
258. De baron van Rugby 
  - Robert Maffey, 3de baron van Rugby
259. De baron van Layton 
  - Geoffrey Layton, 3de baron van Layton
260. De baron van Simon of Wythenshawe 
  - Matthew Simon, 3de baron van Simon of Wythenshawe
261. De baron van Kershaw 
  - Edward Kershaw, 4de baron van Kershaw
262. De baron van Trefgarne 
  - David Trefgarne, 2de baron van Trefgarne
263. De baron van Crook 
  - Robert Crook, 3de baron van Crook
264. De baron van Amwell 
  - Keith Montague, 3de baron van Amwell
265. De baron van Milverton 
  - Fraser Richards, 2de baron van Milverton
266. De baron van Clydesmuir 
  - David Colville, 3de baron van Clydesmuir
267. De baron van Burden 
  - Andrew Burden, 3de baron van Burden
268. De baron van Haden-Guest 
  - Christopher Guest, 5de baron van Haden-Guest
269. De baron van Silkin 
  - Christopher Silkin, 3de baron van Silkin
270. De baron van Hives 
  - Matthew Hives, 3de baron van Hives
271. De baron van Greenhill 
  - Malcolm Greenhill, 3de baron van Greenhill
272. De baron van Ogmore 
  - Morgan Rees-Williams, 3de baron van Ogmore
273. De baron van Morris of Kenwood 
  - Jonadean Morris, 3de baron van Morris of Kenwood
274. De baron van Macpherson of Drumochter 
  - James Macpherson, 3de baron van Macphereson of Drumochter
275. De baron van Kenswood 
  - John Whitfield, 2de baron van Kenswood
276. De baron van Freyberg 
  - Valerian Freyberg, 3de baron van Freyberg
277. De baron van Milner of Leeds 
  - Richard Milner, 3de baron van Milner of Leeds
278. De baron van Kirkwood 
  - David Kirkwood, 3de baron van Kirkwood
279. De baron van Wise 
  - Christopher Wise, 3de baron van Wise
280. De baron van Jeffreys 
  - Christopher Jeffreys, 3de baron van Jeffreys
281. De baron van Rathcavan 
  - Hugh O'Neill, 3de baron van Rathcavan
282. De baron van Baillieu 
  - James Baillieu, 3de baron van Baillieu
283. De baron van Grantchester 
  - Christopher Suenson-Taylor, 3de baron van Grantchester
284. De baron van Strang 
  - Colin Strang, 2de baron van Strang
285. De baron van Coleraine 
  - James Law, 2de baron van Coleraine
286. De baron van Harvey of Tasburgh 
  - Charles Harvey, 3de baron van Harvey of Tasburgh
287. De baron van Gridley 
  - Richard Gridley, 3de baron van Gridley
288. De baron van Strathalmond 
  - William Fraser, 3de baron van Strathalmond
289. De baron van Strathclyde 
  - Thomas Galbraith, 2de baron van Strathclyde
290. De baron van Clitheroe 
  - Ralph Assheton, 2de baron van Clitheroe
291. De baron van McNair 
  - Duncan McNair, 3de baron van McNair
292. De baron van Colyton 
  - Alisdair Hopkinson, 2de baron van Colyton
293. De baron van Astor of Hever 
  - John Astor, 3de baron van Astor of Hever
294. De baron van Sinclair of Cleeve 
  - John Sinclair, 3de baron van Sinclair of Cleeve
295. De baron van Bridges 
  - Thomas Bridges, 2de baron van Bridges
296. De baron van Norrie 
  - George Norrie, 2de baron van Norrie
297. De baron van Birkett 
  - Michael Birkett, 2de baron van Birkett
298. De baron van Harding of Petherton 
  - John Harding, 2de baron van Harding of Petherton
299. De baron van Poole 
  - David Poole, 2de baron van Poole
300. De baron van Rootes 
  - Nicholas Rootes, 3de baron van Rootes
301. De baron van Netherthorpe 
  - James Turner, 3de baron van Netherthorpe
302. De baron van Crathorne 
  - James Dugdale, 2de baron van Crathorne
303. De baron van Spens 
  - Patrick Spens, 4de baron van Spens
304. De baron van MacAndrew 
  - Christopher MacAndrew, 3de baron van MacAndrew
305. De baron van Nelson of Stafford 
  - Alistair Nelson, 4de baron van Nelson of Stafford
306. De baron van Howick of Glendale 
  - Charles Baring, 2de baron van Howick of Glendale
307. De baron van Gladwyn 
  - Miles Jebb, 2de baron van Gladwyn
308. De baron van Sanderson of Ayot 
  - Alan Sanderson, 2de baron van Sansderson of Ayot
309. De baron van Cobbold 
  - David Lytton-Cobbold, 2de baron van Cobbold
310. De baron van Robertson of Oakridge 
  - William Robertson, 3de baron van Robertson of Oakridge
311. De baron van Marks of Broughton 
  - Simon Marks, 3de baron van Marks of Broughton
312. De baron van Fairhaven 
  - Ailwyn Broughton, 3de baron van Fairhaven
313. De baron van Leighton of St Mellons 
  - Robert Seager, 3de baron van Leighton of St Mellons
314. De baron van Brain 
  - Christopher Brain, 2de baron van Brain
315. De baron van Aldington 
  - Charles Low, 2de baron van Aldington
316. De baron van Inchyra 
  - James Hoyer Millar, 3de baron van Inchyra
317. De baron van Silsoe 
  - Simon Trustram Eve, 3de baron van Silsoe
318. De baron van Thomson of Fleet 
  - David Deomson, 3de baron van Thomson of Fleet
319. De baron van Martonmere 
  - John Robinson, 2de baron van Martonmere
320. De baron van Sherfield 
  - Dwight Makins, 3de baron van Sherfield
321. De baron van Inglewood 
  - Richard Fletcher-Vane, 2de baron van Inglewood
322. De baron van Glendevon 
  - Jonathan Hope, 3de baron van Glendevon
323. De baron van Grimston of Westbury 
  - Robert Grimston, 3de baron van Grimston of Westbury
324. De baron van Renwick 
  - Harry Renwick, 2de baron van Rewnick
325. De baron van St Helens 
  - Richard Hughes-Young, 2de baron van St Helens
326. De baron van Margadale 
  - Alastair Morrison, 3de baron van Margadale